# Silke Satjukow
Silke Satjukow (* 6. November 1965 in Weimar) ist eine deutsche Historikerin.
Silke Satjukow studierte von 1991 bis 1995 Geschichte, Germanistik, Philosophie, russische Sprache und Literatur sowie Erziehungswissenschaften in Moskau, Berlin, Erfurt und Jena. Von 1996 bis 1999 war sie Stipendiatin der Studienstiftung des deutschen Volkes. Im Jahr 2000 wurde sie an der Friedrich-Schiller-Universität Jena bei Lutz Niethammer mit einer Arbeit zur Kulturgeschichte der Bahnhofstraße promoviert. In Jena war sie 2000 Wissenschaftliche Mitarbeiterin im Forschungsprojekt „Kulturgeschichte von Infrastrukturen“. 2001 war sie Wissenschaftliche Bearbeiterin des Forschungsprojektes „Sozialistische Helden“. Seit 2002 war Satjukow Wissenschaftliche Bearbeiterin des Forschungsprojektes „Sowjetische Streitkräfte und DDR-Bevölkerung. Eine Beziehungsgeschichte“. 2007 erfolgte ihre Habilitation in Jena. Von 2007 bis 2011 war sie wissenschaftliche Mitarbeiterin am Lehrstuhl für Neuere und Neueste Geschichte der Universität Jena bei Norbert Frei. Im Jahr 2008 lehrte sie als Gastprofessorin an der Technischen Universität Dresden. Von 2011 bis 2017 lehrte sie an der Universität Magdeburg auf einer W3-Professur für Geschichte der Neuzeit (19.–21. Jahrhundert). Seit 2018 ist sie Professorin für Geschichte der Neuzeit an der Martin-Luther-Universität Halle-Wittenberg. Im Jahr 2014 wurde sie Mitglied der vom Deutschen Bundestag eingesetzten unabhängigen Expertenkommission zur Zukunft der Behörde des BStU.
Ihre Forschungsschwerpunkte sind die Kulturgeschichte des 19. und 20. Jahrhunderts, die Geschichte der DDR und Osteuropas, die Infrastrukturgeschichte, Propaganda und öffentlicher Raum im 19. und 20. Jahrhundert und die Erforschung von Fremd- und Feindbildern. In ihrer Habilitation geht es ihr darum, „eine Politik-, Verwaltungs- und Wirtschaftsgeschichte der sowjetischen Besatzung aufzuzeigen und gleichzeitig um einen kulturgeschichtlich orientierten Ansatz zu erweitern“. Außerdem hat ihre Arbeit das Ziel, „die realen Gegebenheiten dieser sowjetisch-deutschen Besatzungsgeschichte über einen langen Zeitraum, nämlich von 1945 bis 1994, zu verfolgen“. Ihre Arbeit liefert erstmals Einsichten über die Infrastruktur der sowjetischen Besatzungskräfte und das Leben von deren Angehörigen in der DDR.
Am 24. Februar 2023 wurde sie zur stellvertretenden Vorsitzenden der Historischen Kommission für Sachsen-Anhalt gewählt.

## Schriften
Monografien
- Bahnhofstraßen. Geschichte und Bedeutung. Böhlau, Köln u. a. 2002, ISBN 3-412-14401-0.
- Besatzer. „Die Russen“ in Deutschland 1945–1994. Vandenhoeck & Ruprecht, Göttingen 2008, ISBN 978-3-525-36380-5 (Zugleich: Habilitation an der Friedrich-Schiller-Universität Jena, 2007).
- Befreiung? Die Ostdeutschen und 1945. Leipziger Universitäts-Verlag, Leipzig 2009, ISBN 978-3-86583-252-8.
- mit Rainer Gries: „Bankerte!“ Besatzungskinder in Deutschland nach 1945. Campus, Frankfurt am Main 2015, ISBN 978-3-593-50286-1.

Herausgeberschaften
- mit Rainer Gries: Sozialistische Helden. Eine Kulturgeschichte von Propagandafiguren in Osteuropa und der DDR. Links, Berlin 2002, ISBN 3-86153-271-9.
- mit Rainer Gries: Unsere Feinde. Konstruktionen des Anderen im Sozialismus. Leipziger Universitäts-Verlag, Leipzig 2004, ISBN 3-937209-80-8.
- mit Klaus Latzel, Frank Maubach: Soldatinnen. Gewalt und Geschlecht im Krieg vom Mittelalter bis heute (= Krieg in der Geschichte. Band 60). Schöningh, Paderborn 2010, ISBN 978-3-506-76926-8.
- mit Lutz Niethammer: „Wenn die Chemie stimmt“. Geschlechterbeziehungen und Geburtenplanung im Zeitalter der „Pille“. Gender relations and birth control in the age of the „pill“. Wallstein Verlag, Göttingen 2016, ISBN 978-3-8353-1741-3.